# Farmers Classic
El Torneig de Los Angeles, conegut oficialment com a Farmers Classic i tradicionalment com a Countrywide Classic, fou un torneig de tennis professional que es disputava anualment sobre pista dura al Los Angeles Tennis Center de Los Angeles, Califòrnia, Estats Units. Va pertànyer a les sèries 250 del circuit ATP masculí i es disputava al final de juliol dins les US Open Series. A la fi del 2012, els seus drets van ser adquirits per inversors colombians que van traslladar el torneig a Bogotà.
El torneig es disputava al Los Angeles Tennis Center de la Universitat de Califòrnia a Los Angeles (UCLA), que va albergar la competició de tennis dels Jocs Olímpics de Los Angeles l'any 1984. La pista central, anomenada Straus Stadium, té una capacitat que supera els 6000 espectadors.
Anteriorment també havia tingut els noms de Countrywide Classic, Mercedes-Benz Cup, Pacific Southwest Championships i LA Tennis Open.

## Palmarès

### Individual masculí

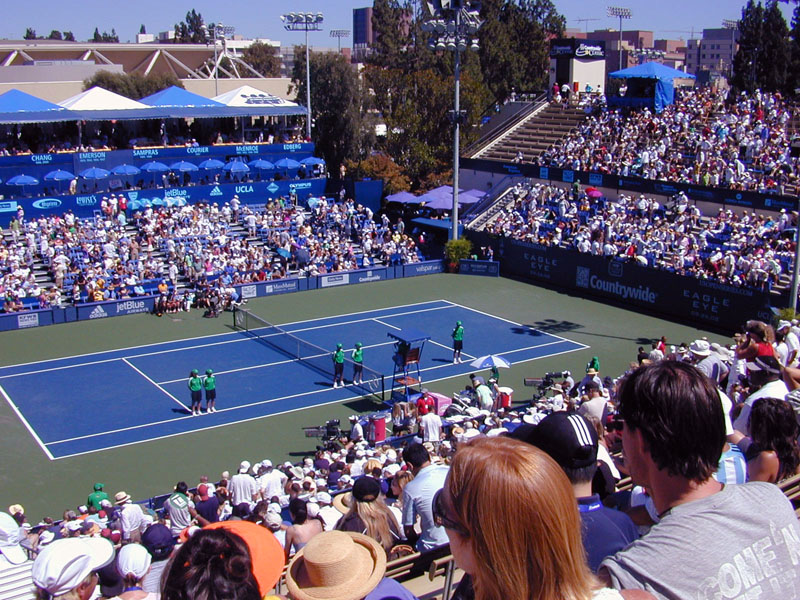
Straus Stadium al L.A. Tennis Center, al campus d'UCLA.

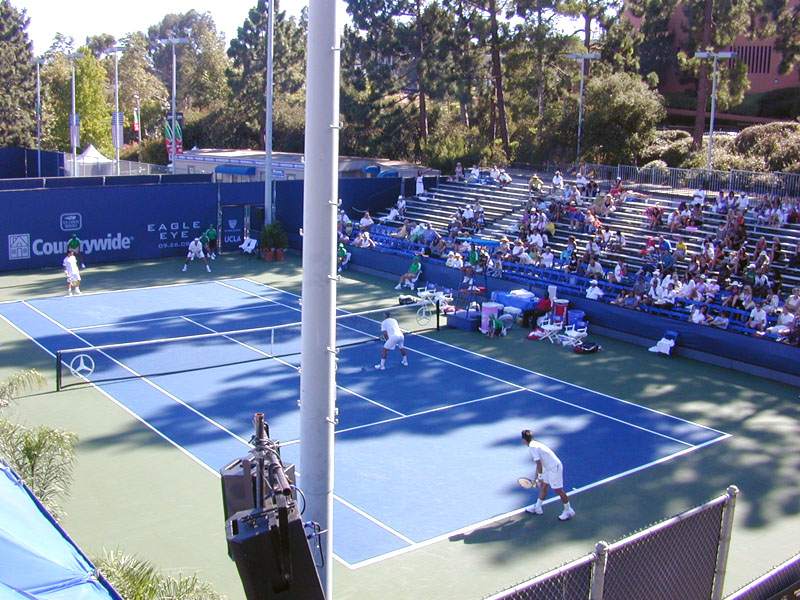
Pista Grandstand.

| Any  | Campió                | Finalista           | Resultat              |
| ---- | --------------------- | ------------------- | --------------------- |
| 2012 | Sam Querrey (3)       | Ričardas Berankis   | 6−0, 6−2              |
| 2011 | Ernests Gulbis        | Mardy Fish          | 5−7, 6−4, 6−4         |
| 2010 | Sam Querrey           | Andy Murray         | 5−7, 7−6(2), 6−3      |
| 2009 | Sam Querrey           | Carsten Ball        | 6−4, 3−6, 6−1         |
| 2008 | Juan Martin del Potro | Andy Roddick        | 6−1, 7−6(2)           |
| 2007 | Radek Štěpánek        | James Blake         | 7−6(7), 5−7, 6−2      |
| 2006 | Tommy Haas            | Dmitri Tursúnov     | 4−6, 7−5, 6−3         |
| 2005 | Andre Agassi (4)      | Gilles Müller       | 6−4, 7−5              |
| 2004 | Tommy Haas            | Nicolas Kiefer      | 7−6(6), 6−4           |
| 2003 | Wayne Ferreira        | Lleyton Hewitt      | 6−3, 4−6, 7−5         |
| 2002 | Andre Agassi          | Jan-Michael Gambill | 6−2, 6−4              |
| 2001 | Andre Agassi          | Pete Sampras        | 6−4, 6−2              |
| 2000 | Michael Chang (2)     | Jan-Michael Gambill | 6−7(2), 6−3, retirada |
| 1999 | Pete Sampras (2)      | Andre Agassi        | 7−6(3), 7−6(1)        |
| 1998 | Andre Agassi          | Tim Henman          | 6−4, 6−4              |
| 1997 | Jim Courier           | Thomas Enqvist      | 6−4, 6−4              |
| 1996 | Michael Chang         | Richard Krajicek    | 6−4, 6−3              |
| 1995 | Michael Stich         | Thomas Enqvist      | 6−7(7), 7−6(4), 6−2   |
| 1994 | Boris Becker          | Mark Woodforde      | 6−2, 6−2              |
| 1993 | Richard Krajicek (2)  | Michael Chang       | 0−6, 7−6(3), 7−6(5)   |
| 1992 | Richard Krajicek      | Mark Woodforde      | 6−4, 2−6, 6−4         |
| 1991 | Pete Sampras          | Brad Gilbert        | 6−2, 6−7(5), 6−3      |
| 1990 | Stefan Edberg         | Michael Chang       | 7−6, 2−6, 7−6         |
| 1989 | Aaron Krickstein      | Michael Chang       | 2−6, 6−4, 6−2         |
| 1988 | Mikael Pernfors       | Andre Agassi        | 6−2, 7−5              |
| 1987 | David Pate            | Stefan Edberg       | 6−4, 6−4              |
| 1986 | John McEnroe (2)      | Stefan Edberg       | 6−2, 6−3              |
| 1985 | Paul Annacone         | Stefan Edberg       | 7−6, 6−7, 7−6         |
| 1984 | Jimmy Connors (4)     | Eliot Teltscher     | 6−4, 4−6, 6−4         |
| 1983 | Gene Mayer (2)        | Johan Kriek         | 7−6, 6−1              |
| 1982 | Jimmy Connors         | Mel Purcell         | 6−2, 6−1              |
| 1981 | John McEnroe          | Sandy Mayer         | 6−7, 6−3, 6−3         |
| 1980 | Gene Mayer            | Brian Teacher       | 6−3, 6−2              |
| 1979 | Peter Fleming         | John McEnroe        | 6−4, 6−4              |
| 1978 | Arthur Ashe (2)       | Brian Gottfried     | 6−2, 6−4              |
| 1977 | Stan Smith (2)        | Brian Gottfried     | 7−5, 3−6 6−4          |
| 1976 | Brian Gottfried       | Arthur Ashe         | 6−2, 6−2              |
| 1975 | Arthur Ashe           | Roscoe Tanner       | 3−6, 7−5, 6−3         |
| 1974 | Jimmy Connors         | Harold Solomon      | 6−3, 6−1              |
| 1973 | Jimmy Connors         | Tom Okker           | 7−5, 7−6              |
| 1972 | Stan Smith            | Roscoe Tanner       | 6−4, 6−4              |
| 1971 | Pancho Gonzalez (2)   | Jimmy Connors       | 3−6, 6−3, 6−3         |
| 1970 | Rod Laver (2)         | John Newcombe       | 4−6, 6−4, 7−6         |
| 1969 | Pancho Gonzalez       | Cliff Richey        | 6−0, 7−5              |
| 1968 | Rod Laver             | Ken Rosewall        | 4−6, 6−0, 6−0         |

### Dobles masculins
| Any  | Campions                           | Finalistes                          | Resultat            |
| ---- | ---------------------------------- | ----------------------------------- | ------------------- |
| 2012 | Ruben Bemelmans Xavier Malisse     | Jamie Delgado Ken Skupski           | 7−6(5), 4−6, [10−7] |
| 2011 | Mark Knowles Xavier Malisse        | Somdev Devvarman Treat Conrad Huey  | 7−6(3), 7−6(10)     |
| 2010 | Bob Bryan Mike Bryan (6)           | Eric Butorac Jean-Julien Rojer      | 6−7(6), 6−2, [10−7] |
| 2009 | Bob Bryan Mike Bryan               | Benjamin Becker Frank Moser         | 6−4, 7−6(2)         |
| 2008 | Rohan Bopanna Eric Butorac         | Travis Parrott Dušan Vemić          | 7−6(5), 7−6(5)      |
| 2007 | Bob Bryan Mike Bryan               | Scott Lipsky David Martin           | 7−6(5), 6−2         |
| 2006 | Bob Bryan Mike Bryan               | Eric Butorac Jamie Murray           | 6−2, 6−4            |
| 2005 | Rick Leach Brian MacPhie           | Jonathan Erlich Andy Ram            | 6−3, 6−4            |
| 2004 | Bob Bryan Mike Bryan               | Wayne Arthurs Paul Hanley           | 6−3, 7−6(6)         |
| 2003 | Jan-Michael Gambill Travis Parrott | Joshua Eagle Sjeng Schalken         | 6−4, 3−6 7−5        |
| 2002 | Sebastien Grosjean Nicolas Kiefer  | Justin Gimelstob Michaël Llodra     | 6−4, 6−4            |
| 2001 | Bob Bryan Mike Bryan               | Jan-Michael Gambill Andy Roddick    | 7−5, 7−6(6)         |
| 2000 | Paul Kilderry Sandon Stolle        | Jan-Michael Gambill Scott Humphries | Renúncia            |
| 1999 | Byron Black Wayne Ferreira         | Goran Ivanišević Brian MacPhie      | 6−2, 7−6(4)         |
| 1998 | Patrick Rafter Sandon Stolle       | Jeff Tarango Daniel Vacek           | 6−4, 6−4            |
| 1997 | Sebastien Lareau Alex O'Brien      | Mahesh Bhupathi Rick Leach          | 7−6, 6−4            |
| 1996 | Marius Barnard Piet Norval         | Jonas Bjorkman Nicklas Kulti        | 7−6, 6−2            |
| 1995 | Brent Haygarth Kent Kinnear        | Scott Davis Goran Ivanisevic        | 6−4, 7−6            |
| 1994 | John Fitzgerald Mark Woodforde     | Scott Davis Brian MacPhie           | 4−6, 6−2, 6−0       |
| 1993 | Wayne Ferreira Michael Stich       | Grant Connell Scott Davis           | 7−6, 7−6            |
| 1992 | Patrick Galbraith Jim Pugh         | Francisco Montana David Wheaton     | 7−6, 7−6            |
| 1991 | Javier Frana Jim Pugh              | Glenn Michibata Brad Pearce         | 7−5, 2−6, 6−4       |
| 1990 | Scott Davis David Pate             | Peter Lundgren Paul Wekesa          | 3−6, 6−1, 6−3       |
| 1989 | Martin Davis Tim Pawsat            | John Fitzgerald Anders Järryd       | 7−5, 7−6            |
| 1988 | John McEnroe Mark Woodforde        | Peter Doohan Anders Järryd          | 6−4, 6−4            |
| 1987 | Kevin Curren David Pate            | Brad Gilbert Tim Wilkison           | 6−3, 6−4            |
| 1986 | Stefan Edberg Anders Jarryd        | Peter Fleming John McEnroe          | 3−6, 7−5, 7−6       |
| 1985 | Scott Davis Robert Van't Hof       | Paul Annacone Christo van Rensburg  | 6−3, 7−6            |
| 1984 | Ken Flach Robert Seguso            | Wojtek Fibak Sandy Mayer            | 4−6, 6−4, 6−3       |
| 1983 | Peter Fleming John McEnroe         | Sandy Mayer Ferdi Taygan            | 6−1, 6−2            |
| 1982 | Sherwood Stewart Ferdi Taygan      | Bruce Manson Brian Teacher          | 6−1, 6−7, 6−3       |
| 1981 | Tom Gullikson Butch Walts          | John McEnroe Ferdi Taygan           | 6−4, 6−4            |
| 1980 | Brian Teacher Butch Walts          | Anand Amritraj John Austin          | 6−2, 6−4            |
| 1979 | Marty Riessen Sherwood Stewart     |                                     |                     |
| 1978 | John Alexander Phil Dent (2)       |                                     |                     |
| 1977 | Bob Hewitt Frew McMillan           |                                     |                     |
| 1976 | Robert Lutz Stan Smith             |                                     |                     |
| 1975 | Anand Amritraj Vijay Amritraj      |                                     |                     |
| 1974 | Ross Case Geoff Masters            |                                     |                     |
| 1973 | Jan Kodes Vladimir Zednik          |                                     |                     |
| 1972 | Jimmy Connors Pancho Gonzales      |                                     |                     |
| 1971 | John Alexander Phil Dent           |                                     |                     |
| 1970 | Tom Okker Marty Riessen            |                                     |                     |
| 1969 | Pancho Gonzales Ron Holmberg       |                                     |                     |
| 1968 | Ken Rosewall Fred Stolle           |                                     |                     |

### Individual masculí pre-Era Open
| Any  | Campió              | Finalista           | Resultat                 |
| ---- | ------------------- | ------------------- | ------------------------ |
| 1967 | Roy Emerson (4)     | Marty Riessen       | 12−14, 6−3, 6−4          |
| 1966 | Allen Fox           | Roy Emerson         | 6−3, 6−3                 |
| 1965 | Dennis Ralston      | Arthur Ashe         | 6−4, 6−3                 |
| 1964 | Roy Emerson         | Dennis Ralston      | 6−3, 6−3                 |
| 1963 | Arthur Ashe         | Whitney Reed        | 2−6, 9−7, 6−2            |
| 1962 | Roy Emerson         | Rod Laver           | 16−14, 6−3               |
| 1961 | Jon Douglas         | Roy Emerson         | 6−2, 1−6, 6−4            |
| 1960 | Barry MacKay        | Earl Buchholz       | 5−7, 6−4, 6−4, 3−6, 6−3  |
| 1959 | Roy Emerson         | Ramanathan Krishnan | 6−3, 4−6, 6−0, 6−4       |
| 1958 | Ham Richardson      | Alex Olmedo         | 7−5, 6−2, 4−6, 9−7       |
| 1957 | Vic Seixas (3)      | Gilbert Shea        | 9−7, 6−3, 6−4            |
| 1956 | Herbert Flam        | Ken Rosewall        | 4−6, 6−1, 5−7, 6−3, 7−5  |
| 1955 | Tony Trabert        | Herbert Flam        |                          |
| 1954 | Vic Seixas          |                     |                          |
| 1953 | Ken Rosewall        | Vic Seixas          | 6−3, 1−6, 6−3, 1−6, 6−4  |
| 1952 | Vic Seixas          | Frank Sedgman       | 6−4, 6−4, 6−4            |
| 1951 | Frank Sedgman (2)   | Tony Trabert        | 6−3, 6−3, 2−6, 6−4       |
| 1950 | Frank Sedgman       | Ted Schroeder       | 9−7, 6−3, 6−2            |
| 1949 | Pancho Gonzalez     | Ted Schroeder       | 6−3, 9−11, 8−6, 6−4      |
| 1948 | Ted Schroeder       |                     |                          |
| 1947 | Jack Kramer (3)     |                     |                          |
| 1946 | Jack Kramer         | Ted Schroeder       | 6−2, 6−8, 6−2, 8−6       |
| 1945 | Frank Parker (4)    | Herbert Flam        | 6−2, 6−4                 |
| 1944 | Frank Parker        |                     |                          |
| 1943 | Jack Kramer         | Pancho Segura       | 0−6, 6−1, 6−2            |
| 1942 | Frank Parker        | Pancho Segura       | 6−4, 6−1, 6−3            |
| 1941 | Frank Parker        | Frank Kovacs        |                          |
| 1940 | Robert Riggs        | Donald McNeill      |                          |
| 1939 | John Bromwich       | Ferenc Puncec       |                          |
| 1938 | Adrian Quist        | Harry Hopman        | 6−3, 0−6, 6−4, 6−4       |
| 1937 | Don Budge (3)       | Gottfried von Cramm | 2−6, 7−5, 6−4, 7−5       |
| 1936 | Don Budge           | Fred Perry          | 6−2, 4−6, 6−2, 6−3       |
| 1935 | Don Budge           | Roderich Menzel     | 1−6, 11−9, 6−3, retirada |
| 1934 | Fred Perry (3)      | Lester Stoefen      | 10−8, 6−4, 6−3           |
| 1933 | Fred Perry          | Jiro Satoh          | 6−4, 1−6, 6−0, 7−5       |
| 1932 | Fred Perry          | Jiro Satoh          | 6−2, 6−4, 7−5            |
| 1931 | Ellsworth Vines (2) | Fred Perry          | 8−10, 6−3, 4−6, 7−5, 6−2 |
| 1930 | Ellsworth Vines     | Gregory Mangin      |                          |
| 1929 | John Doeg           | John Van Ryn        | 8−10, 7−5, 9−7, 8−6      |
| 1928 | Henri Cochet        | Christian Boussus   | 2−6, 6−4, 6−3, 6−3       |
| 1927 | Bill Tilden         | Francis Hunter      | 6−2, 6−4, 6−2            |